# Asako Takakura
Asako Takakura (jap. 高倉 麻子, Takakura Asako; * 19. April 1968 in Fukushima, Präfektur Fukushima) ist eine japanische Fußballtrainerin und ehemalige -spielerin. Takakura war von 2016 bis 2021 Trainerin der japanischen Nationalmannschaft der Frauen.
Sie ist verheiratet mit dem Vereinsmanager von Tokyo Verdy Kazuhiko Takemoto.

## Karriere

### Im Verein
Asako Takakura spielte von 1981 bis 2004 für verschiedene japanische Vereine, mit einem kurzen Abstecher im Jahr 2000 in die USA.

### In der Nationalmannschaft
Von 1984 bis 1996 spielte sie für die Japanische Nationalmannschaft. Sie gehörte 1991 zum Kader bei der ersten Weltmeisterschaft der Frauen, bei der sie in den drei Gruppenspielen eingesetzt wurde, die die Japanerinnen ohne eigenen Torerfolg verloren. Vier Jahre später wurde sie erneut für den WM-Kader nominiert. Im zweiten Gruppenspiel gelang den Japanerinnen mit einem 2:1 gegen Brasilien der erste Sieg in einem WM-Spiel und gleichzeitig der erste Sieg gegen einen amtierenden Südamerikameister. Zwar wurden die beiden anderen Gruppenspiele gegen Europameister Deutschland und Gastgeber Schweden verloren, als zweitbester Gruppendritte erreichten die Japanerinnen aber das Viertelfinale. Hier trafen sie auf Titelverteidiger USA und verloren mit 0:4. Als achtbeste Mannschaft hatte sich Japan aber für das erste Fußballturnier der Frauen bei den Olympischen Spielen 1996 qualifiziert, bei dem sie auch in allen Gruppenspielen zum Einsatz kam. Die Spiele gegen Weltmeister Norwegen, Europameister Deutschland und Südamerikameister Brasilien wurden aber allesamt verloren. Danach beendete sie ihre Karriere als Nationalspielerin. In 79 Spielen hat sie 30 Tore erzielt, womit sie 2016 noch zusammen mit Kioka Futaba siebtbeste Torschützin der Japanerinnen ist.

### Trainerin
Nach ihrer Zeit als Spielerin begann sie die Trainerlaufbahn beim japanischen Verband und war dort in verschiedenen Funktionen tätig und für unterschiedliche Juniorinnenmannschaften verantwortlich. Ihr bisher größter Erfolg war der Gewinn der U-17-Fußball-Weltmeisterschaft der Frauen 2014 in Costa Rica. Zudem gewannen die von ihr trainierten Juniorinnen die U-16-Asienmeisterschaft 2013 und die U-19-Asienmeisterschaft 2015. Bei der WM 2015, der U-20-WM 2014 und der Asienmeisterschaft 2014 war sie Mitglied der „Technischen Studiengruppe“ (TSG) der FIFA.
Im April 2016 wurde sie als erste Frau Trainerin der japanischen Frauen-A-Nationalmannschaft. Sie ist damit Nachfolgerin von Norio Sasaki, der im März 2016 zurückgetreten war, nachdem die Japanerinnen sich trotz Heimvorteil beim Qualifikations-Turnier für die Olympischen Spiele 2016 nicht qualifizieren konnten. Sie möchte die Mannschaft so spielen lassen wie nur Japan spielen kann, da die Mannschaft damit 2011 Weltmeister wurde. Beim ersten Spiel unter ihrer Leitung gelang den Japanerinnen ein 3:3 gegen Weltmeister USA, wobei die Japanerinnen nach einer Gelb-Roten Karte für Kapitänin Yūki Ōgimi ab der 57. Minute mit einer Spielerin weniger spielten und das Tor zum 3:3-Ausgleich in der dritten Minute der Nachspielzeit erzielten.
Durch den Gewinn der Asienmeisterschaft 2018 konnten sich die Japanerinnen für die WM 2019 qualifizieren, scheiterten dort aber im Achtelfinale an Europameister Niederlande. Bei den wegen der COVID-19-Pandemie um ein Jahr verschobenen Olympischen Spielen 2020 in Tokio scheiterte ihre Mannschaft im Viertelfinale, woraufhin ihre Amtszeit endete.

## Erfolge als Trainerin
- U-17-Weltmeister 2014
- U-16-Asienmeisterschaft 2013
- U-19-Asienmeisterschaft 2015
- Asienmeisterschaft 2018
- Goldmedaille bei den Asienspielen 2018
- Ostasienmeisterschaft 2019

## Auszeichnungen
- Asiens Trainerin des Jahres 2012, 2013, 2014 und 2015[7]
- Nominierung für die FIFA-Wahl zur Trainerin des Jahres (8. Platz nach der Abstimmung)[8][9]